# Никола Миротич
Никола Миротич (на сръбски: Никола Миротић) е черногорски баскетболист с испанско гражданство, играещ като тежко крило за тима на Барселона Баскет. Играл е в НБА за Чикаго Булс, Ню Орлиънс Пеликанс и Милуоки Бъкс.

## Кариера
Като дете Никола тренира футбол, но в по-късна възраст се преориентира към баскетбола. През 2005 г. е привлечен в академията на Реал Мадрид. През 2008 г. е взет в дублиращия отбор на кралския клуб, където играе в продължение на 1 сезон. През сезон 2008/09 записва и 3 мача за мъжкия състав (2 в първенството и 1 в Евролигата). През сезон 2008/09 е даден под наем на Паленсия Балонсесто.
През сезон 2010/11 Миротич е един от най-полезните играчи на Реал и печели наградата за Възходяща звезда в Евролигата. През април 2011 г. преподписва с тима за още 5 години. Няколко месеца след това Никола участва в драфта на НБА, където е изтеглен от Хюстън Рокетс. По-късно правата му са отдадени на Минесота Тимбърулвс, а след още една сделка отиват при Чикаго Булс.
През сезон 2012/13 Миротич става шампион на Испания и попада във втория състав на отбора на сезона в Евролигата. Силното представяне на крилото продължава и през 2013/14, когато е титуляр във всички мачове на Реал в Евролигата и печели Купата на Краля.
На 18 юли 2014 г. преминава в Чикаго Булс. Миротич започва като резерва на Пау Гасол и Тай Гибсън, но с убедителни изяви успява да запише 20.2 минути и 10.2 точки средно на двубой. Миротич завършва на второ място в класацията за Новобранец на годината в НБА. През лятото на 2015 г. печели първи трофей в състава на испанския национален отбор, ставайки европейски шампион.
През сезон 2015/16, поради травмите на Йоаким Ноа и преместването на Гасол на центъра, Миротич получава повече шансове за изява. През януари 2016 г. е диагностициран с апендицит и пропуска част от сезона. Въпреки това, Никола успява да запише 66 двубоя (38 като титуляр) и 11.8 средно на мач.
През сезон 2016/17 записва 70 мача с 10.6 точки средно на мач. Най-доброто му постижение през сезона е 28 точки в един мач, които отбелязва на три пъти: срещу Детройт Пистънс, Милуоки Бъкс и Детройт Пистънс. Също играе в плейофите, но Чикаго отпада още в първия кръг.
В началото на 2018 г. е обменен в Ню Орлиънс Пеликанс. Записва 30 двубоя за „пеликаните“ с 14.6 точки средно на мач и 8.2 борби. В плейофната серия записва рекордните си 30 точки в среща с Портланд Трейл Блейзърс. Ню Орлиънс отпадат на полуфиналите на конференцията от Голдън Стейт Уориърс. През сезон 2018/19 добрите му изяви продължават с 32 игри, 16.7 точки и 8.3 борби. На 7 февруари 2019 г. е обменен в Милуоки Бъкс. С Бъкс достига полуфиналите на плейофната фаза на НБА.
През юли 2019 г. подписва с Барселона Баскет, ставайки най-скъпоплатения баскетболист в Европа с контракт от 26 милиона евро. През сезон 2019/20 става най-полезен играч в АКБ Лигата, макар Барса да остава на второ място в класирането.

## Успехи

### Клубни
- Шампион на Испания – 2013
- Купа на Краля – 2012, 2014
- Суперкупа на Испания – 2012, 2013

### Международни
- Европейски шампион до 20 г. – 2011
- Европейски шампион – 2015

### Индивидуални
- В идеалния тим на Евролигата – 2013, 2014 (Втори състав)
- MVP на испанската ACB Лига – 2013, 2020
- MVP на Купата на краля – 2014
- В идеалния тим на испанската ACB Лига – 2013, 2014, 2020
- Възходяща звезда на Евролигата – 2011, 2012